# 河北農業大学

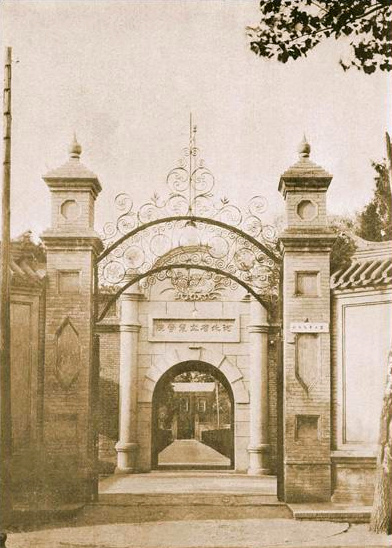
校門 (1931), 河北農業大学.

河北農業大学 (中国語:河北农业大学;　Héběi Nóngyè Dàxué 、Hebei_Agricultural_University、かほくのうぎょうだいがく）は、中国河北省保定市にある公立大学である。

## 概要
農学をはじめ31の学院（学部）を有している。

## 沿革
- 1902年 前身の直隷農務学堂が創立。
- 1904年 直隷高等農業学堂へ改称。
- 1912年 直隷公立農業専門学校へ改称。
- 1921年 河北大学農科へ改組。
- 1931年 河北省立農学院へ改称。
- 1951年 河北農学院へ改称。
- 1958年 河北農業大学へ改称。
- 2000年 河北水産学校と河北畜牧科技学校を合併。

## 学部
- 農学院
- 林学院
- 園芸学院
- 植物保護学院
- 食品科技学院
- 生命科学学院
- 資源・環境科学学院
- 国土資源学院
- 園林・旅遊学院
- 動物科技学院
- 動物医学院(獣医学院)
- 機械電力学院
- 都市と農村建設学院
- 情報科学・技術学院
- 経済管理学院
- 理学院
- 芸術学院
- 外国語学院
  - 日本語学科
  - 英語学科
- 人文社会科学学院
- マルクス主義学院
- 農村発展学院(職業技術学院)
- 現代科技学院
- 海洋学院
- 渤海学院
- 渤海校区基礎課教学部
- 理工系
  - 化学工業系
  - 水力発電系
  - コンピューター系
  - 食品系
  - 環境系
  - 工管系
- 文管系
  - 会計系
  - 工商管理系
  - 物流管理系

## 対外関係

### 日本における協定校
- 関東学院大学
- 信州大学
- 岡山大学
- 西日本短期大学